# دقلة (ثوب)
الدقلة أو الدقلة النجدية هو ثوب سعودي تراثي مليء بالزخارف عادة ما يستخدم في المناسبات الوطنية، ويلبس في الأفراح غالباً، ودائماً ما يلبسها ملوك السعودية عند أدائهم للعرضة السعودية في الاحتفالات الوطنية والرسمية، وعند حضور مهرجان الجنادرية خصوصاًً، وفي بعض الفعاليات الثقافية. وعادة ما يتم ارتداء الدقلة فوق ثوب المرودن.

## التاريخ
كانت الدقلة بالبداية معطفاً طويلاً مخصصاً لفترة الشتاء، كان أهل الجزيرة العربية يلبسونها وقاية من برد الشتاء الصحراوي القارس. وكانت قديماً عبارة عن قطعة واحدة من القماش المطبوع الهندي.

## الصناعة
عادة ما تصنع الدقلة من القطن أو الصوف أو الجلد في بعض الأحيان، وهي أحد الأزياء التراثية التي تُرتدى في مناطق مختلفة من السعودية.

## معرض صور

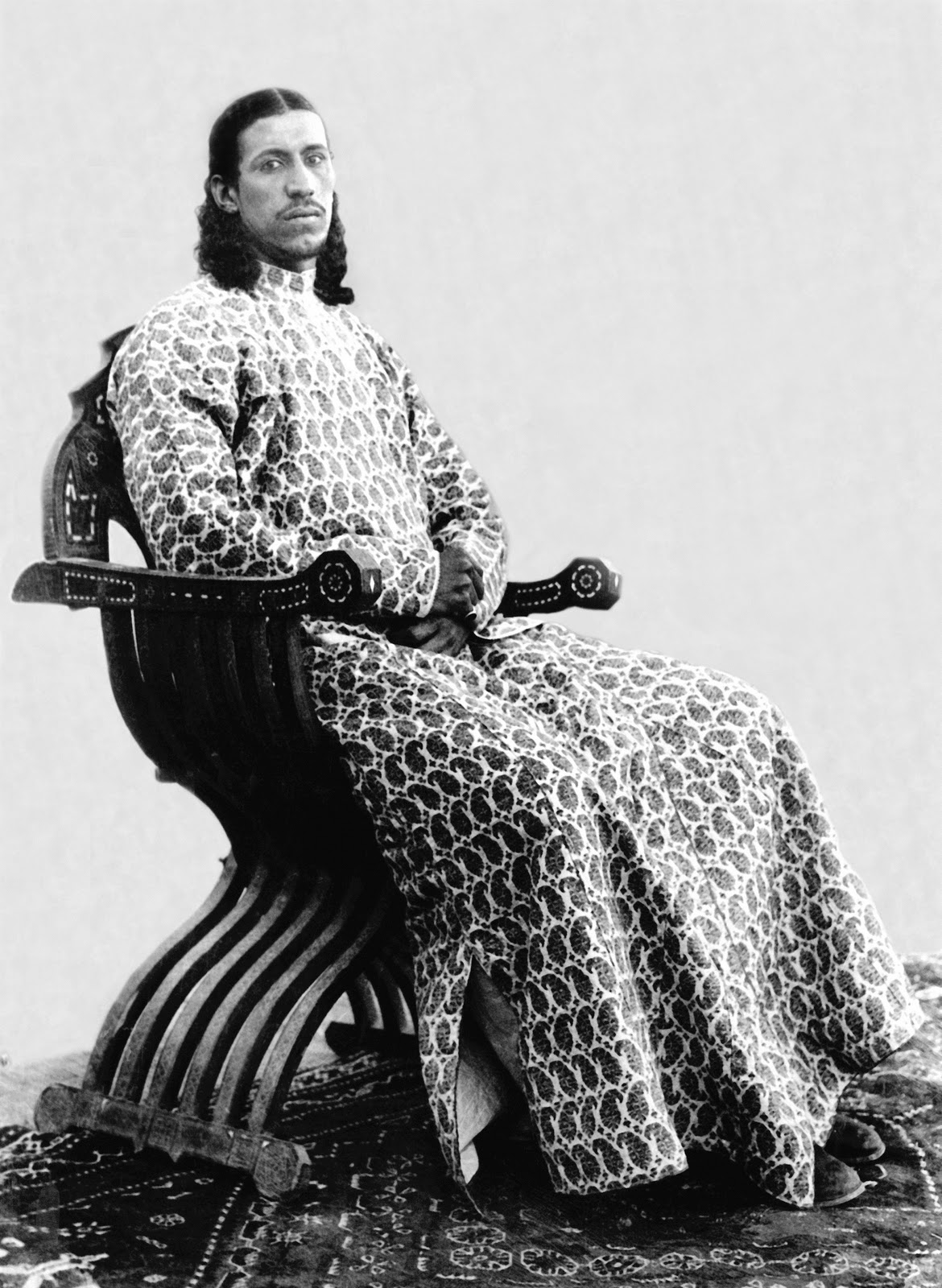
الملك سعود بن عبد العزيز يرتدي الدقلة عام 1925م
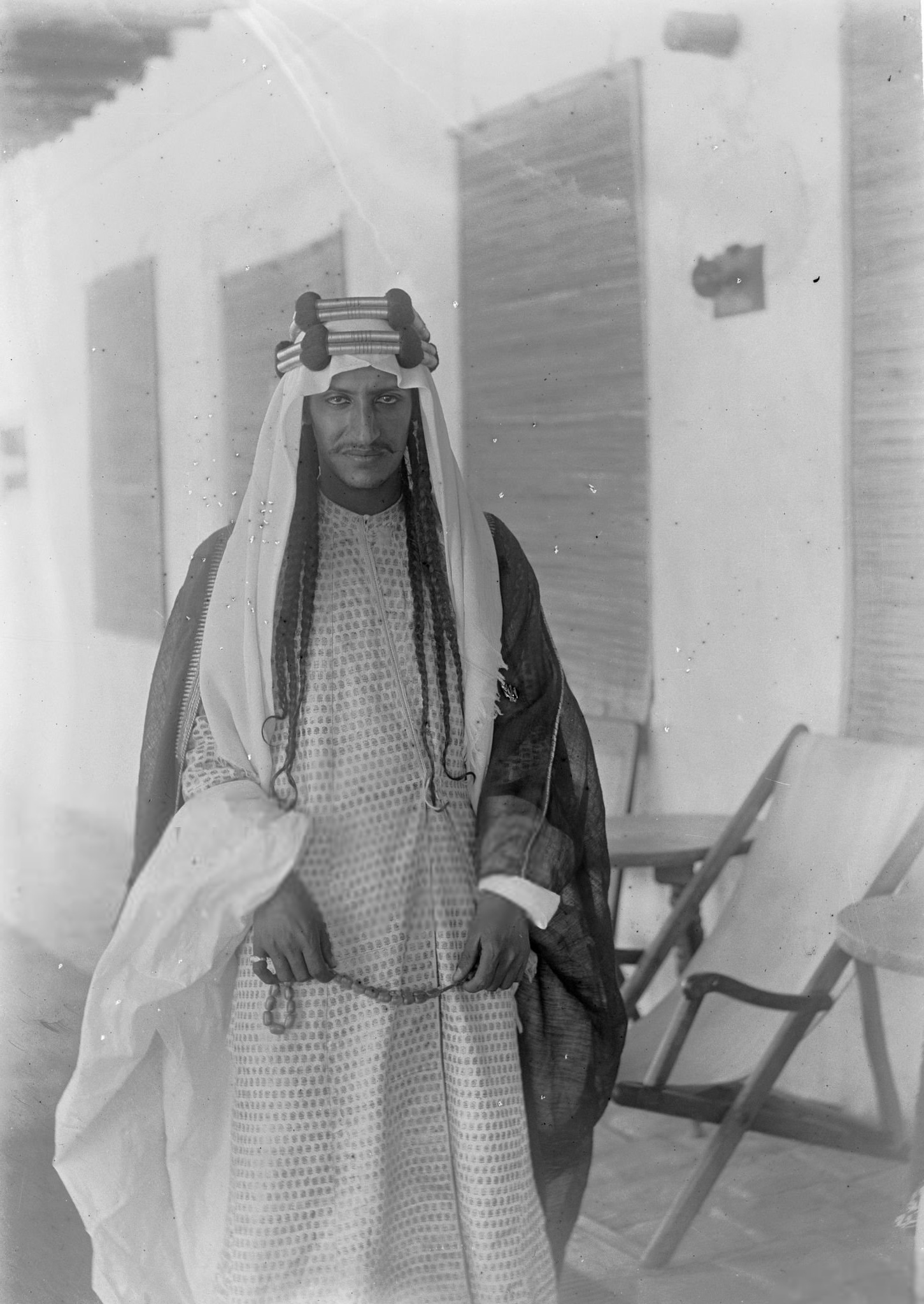
الأمير سعد الأول بن عبدالرحمن آل سعود يرتدي الدقلة
الدقلة بزي المنطقة الوسطى

## مشاهير لبسوا الدقلة
- كريستيانو رونالدو[9][10]
- تشارلز الثالث[11]